# Irène Jacob
Irène Marie Jacob (Suresnes, 15 de julio de 1966), conocida como Irène Jacob, es una actriz y cantante franco-suiza.

## Biografía
Nacida en París, a partir de los tres años vivió en Ginebra, donde se trasladó con sus padres. Era la menor de cuatro hermanos y se educó en un ambiente de alto nivel intelectual y artístico (su padre era físico; su madre, psicóloga; un hermano, músico y los otros dos, científicos). En Ginebra se apasionó por el teatro:

Mi familia era muy reservada con los sentimientos y nunca hablaban de ellos [...]. Creo que parte de la razón por la que me atrajo el teatro fue porque quería estar cerca de las historias porque podían ayudarme a relacionarme con mi familia.
Irène Jacob

Jacob desarrolló su interés por la interpretación tras ver las películas de Charlie Chaplin. «Me hacían gritar y llorar, y eso era exactamente lo que yo esperaba de una película: que despertara mis sensaciones».
Debutó en teatro con once años. Estudió en el Conservatorio de Música de Ginebra y también aprendió lenguas extranjeras (habla inglés, alemán, francés e italiano). En 1984 se trasladó a París, donde estudió interpretación en la Academia Nacional Francesa de la Rue Blanche. Completó su formación en el Dramatic Studio de Londres.

## Carrera en cine

### Primeros años
Su filmografía es muy variada e incluye comedias, dramas y películas de acción. Su carrera se ha desarrollado principalmente en Europa y ha  participado en filmes de alto y bajo presupuesto, con directores prestigiosos y con otros casi desconocidos. También ha sido miembro de importantes jurados cinematográficos, como el Festival Internacional de Cine de Locarno que presidió en 2007. Debutó en el cine en un pequeño papel de Au revoir les enfants (Adiós, muchachos, 1987) de Louis Malle, donde interpreta a una profesora de piano. Al año siguiente participa con otro papel secundario en La Bande des quatre (1988).
En 1991, protagoniza La Double Vie de Véronique de Krzysztof Kieslowski, película en la que interpreta a dos mujeres, una polaca y otra francesa. Con este film conseguirá el premio de interpretación femenina en el Festival de Cannes. Jacob tenía entonces veinticuatro años y recibió numerosas ofertas para trabajar en Hollywood (entre otras, para Indecent Proposal de Adrian Lyne, papel que finalmente interpretó Demi Moore y en Pulp Fiction de Quentin Tarantino, que a la postre fue para la actriz Maria de Medeiros), pero prefirió centrarse en el cine europeo. Kieslowski confió en ella para un nuevo papel protagonista en Trois Couleurs: Rouge, donde compartía reparto con una estrella del cine francés como Jean-Louis Trintignant. Rouge cerraba la trilogía Trois couleurs, cuyas protagonistas femeninas anteriores habían sido Juliette Binoche (en Bleu) y Julie Delpy (en Blanc). Trois Couleurs: Rouge tuvo un extraordinario éxito de crítica. Recibió tres nominaciones en los Premios Óscar (mejor dirección, mejor película y mejor guion original). Fue candidata también como mejor película o mejor película extranjera en The National Board of Review, New York Film Critics Circle Awards, National Society of Film Critics Awards y Los Angeles Film Critics Association Awards. En los Premios César fue candidata a mejor película, mejor actor (Jean-Louis Trintignant), mejor actriz (Irène Jacob), mejor director (Krzysztof Kieslowski) y mejor guion (Krzysztof Kieslowski y Krzysztof Piesiewicz). The New York Times incluyó la película en su lista de «Las mejores 1000 películas jamás filmadas»."

### Carrera internacional
Tras este éxito, Jacob inició  en 1995 una importante carrera internacional, trabajando con Michelangelo Antonioni y Wim Wenders en Más allá de las nubes, a lo que siguieron las adaptaciones literarias de la obra de Joseph Conrad Victoria y en el clásico de William Shakespeare, Otelo, junto a Laurence Fishburne y Kenneth Branagh. En 1998, tras algunos papeles en películas menores como Incógnito, de John Badham, y el drama independiente Trusting Beatrice, participó con un pequeño pero significativo rol en la superproducción norteamericana de acción US Marshals (1998), de Stuart Baird, donde actuó junto a Tommy Lee Jones y Wesley Snipes.
En 1999 colaboró en películas de diversos géneros (y filmadas en distintos países), entre las que destacan: Juegos de espías, una comedia de acción filmada en Finlandia dirigida por el realizador Ilkka Järvi-Laturi; la comedia de época My life so far, del renombrado cineasta británico Hugh Hudson, junto a Colin Firth y Malcolm McDowell, y el thriller político La gran rueda del poder (The Big Brass Ring), de George Hickenlooper, ambientado durante unas elecciones en el estado de Misuri y cuyo principal atributo es su argumento basado en un guion original -e inédito hasta entonces- de Orson Welles. De esta época datan también las comedias de aguda sátira social Londinium y L'Affaire Marcorelle, donde interpreta nuevamente a una joven polaca, ya no una cantante lírica, sino una mordaz prostituta involucrada en un caso de extorsión a un magistrado.

### Cine independiente
Tras algunos años ausente de la gran pantalla en que participó de obras teatrales y telefilmes, regresaría al cine en 2004 con Automme y en un rol secundario en el filme épico de aventuras Nouvelle France. En 2006 rodó en España La educación de las hadas de José Luis Cuerda; en 2007 protagonizó The Inner life of Martin Frost a las órdenes del renombrado novelista y cineasta Paul Auster, en compañía de los actores David Thewlis y Michael Imperioli y en 2008 el filme The Dust of time de Theo Angelopoulos, junto a Michel Piccoli y Willem Dafoe. Con posterioridad a esta etapa, a diferencia de los personajes sensibles y roles de musa idealizada que interpretó en sus primeros años, una Irène Jacob más madura cambió su estilo a papeles más agresivos y de osada presencia erótica en filmes independientes, thrillers y series realizados para plataformas audiovisuales en línea, algunas de los cuales prontamente adquirieron estatus de culto , como The OA y Dark.
En 2008 se estrenó el filme noir italiano Nessuna qualità agli eroi, dirigido por Paolo Franci, que causó controversia en su estreno en el Festival Internacional de Cine de Venecia por su críptico estilo narrativo-visual y explícitas escenas sexuales, incluyendo una escena no simulada en que el protagonista, Bruno (el actor italiano Bruno Todeschini) practica sexo oral a su esposa, interpretada por Irène. En 2010, en el Festival Internacional de Cine de Toronto se estrenó la película Rio Sex Comedy dirigida por el realizador independiente Jonathan Nossiter, una comedia de reparto con escenas semi documentales, que se rodó en las favelas de Río de Janeiro y protagonizada por Bill Pullman, Charlotte Rampling e Irène Jacob, quien además actuó junto a su esposo en la vida real, el actor francés Jérôme Kircher. Ya hacia la segunda década del milenio, Iréne ha tenido destacadas actuaciones en las producciones The Affair, Dark y The OA, serie de ciencia ficción creada por la realizadora independiente estadounidense Brit Marling.

## Cantante
Aparte de su carrera cinematográfica, también se ha dedicado a la canción. Ha colaborado, entre otros, con el grupo de rock francés Weepers Circus y con Vincent Delerm.

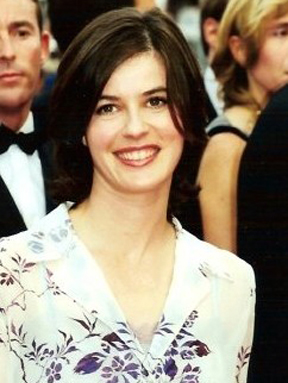
Irène Jacob en el Festival de Cannes (1991). Fotografía de Georges Biard.

## Filmografía
- Au revoir les enfants de Louis Malle (1987) [Adiós, muchachos].
- La Bande des Quatre de Jacques Rivette (1988).
- Les Mannequins d'osier de Francis de Gueltzl (1989).
- Erreur de jeunesse de Radovan Tadic (1990).
- La doble vida de Verónica de Krzysztof Kieślowski (1990).
- Le Secret de Sarah Tombelaine de Daniel Lacambre (1991).
- Claude (1992).
- Enak de Slawomir Idziak (1992).
- La Passion Van Gogh de Samy Pavel (1993).
- The Secret Garden de Agnieszka Holland(1993).
- Le Moulin de Daudet de Samy Pavel (1994).
- Predskazaniye de Eldar Ryazanov (1994).
- Trois Couleurs: Rouge de Krzysztof Kieślowski (1994).
- All Men are Mortal de Ate de Jong (1995).
- Fugueuses de Nadine Trintignant (1995).
- Othello de Oliver Parker (1995).
- Par-delà les nuages de Michelangelo Antonioni y Wim Wenders (1995).
- Victory de Mark Peploe (1995).
- Incognito (1997)
- Cuisine américaine de Jean-Yves Pitoun (1998).
- U.S. Marshals de Stuart Baird (1998).
- History Is Made at Night -  Spygames de Ilka Jarvilaturi (1999).
- My Life So Far de Hugh Hudson (1999).
- The Big Brass Ring de George Hicklenlooper (1999).
- L'affaire Marcorelle de Serge Le Péron (2000).
- Londinium de Mike Binder (2000).
- Léaud l'unique de Serge Le Péron (1987).
- Mille millièmes, fantaisie immobilière de Rémi Waterhouse (2002).
- Nés de la mère du monde TV (2003).
- La Légende de Parva de Jean Cubaud (2003). Película de dibujos animados. Irène Jacob puso su voz al personaje de la madre de Parva.
- Autumn de Ra'up McGee (2004).
- The Pornographer: A Love Story de Allan Wade (2004).
- Nouvelle France de Jean Beaudin (2004).
- Bob's Not Gay de Jane Spencer (2005).
- La educación de las hadas de José Luis Cuerda (2006).
- Liaisons ordinaires de Jozsef Pacskovszky (2006).
- La vie intérieure de Martin Frost de Paul Auster (2007).
- Nessuna qualità agli eroi de Paolo Franchi (2007)
- Η σκόνη του χρόνου (I skoni tou chronou) de Theo Angelopoulos (2008)
- Les Beaux Gosses de Riad Sattouf (2009)
- Déchaînées de Raymond Vouillamoz (2019)
- Rio Sex Comedy de Jonathan Nossiter (2010)
- Amore Carne de Pippo Delbono (2011)
- Le clan des Lanzac de Josée Dayan (2012)
- Salaud, on t'aime de Claude Lelouch (2014)
- L'art de la fugue de Brice Cauvin (2014)
- Caza al terrorista de Paul Schrader (2014)
- The Affair (Serie de TV) (2014)
- Sayônara de Kôji Fukada (2015)
- Inspectora Marleau (2015)
- Los misterios de la fe de Josée Dayan (2016)
- La habitación de Carlos Carrera, Daniel Giménez Cacho y Carlos Bolado (2016)
- Eternité de Tran Anh Hung (2016)
- The Collection (Serie de TV)(2016)
- The OA (Serie de TV) de Zal Batmanglij (2016)
- À cause des filles..? de Pascal Thomas (2019)
- Guida romantica a posti perduti de Giorgia Farina (2020)
- El caso de Villa Caprice de Bernard Stora (2020)

## Teatro
- 2003: 5 Filles couleur pêche, puesta en escena: Yvon Marciano
- 2002: Jeanne au bûcher de Arthur Honegger, puesta en escena: Danièle Abbado.
- 2002: La Mouette, puesta en escena: Philippe Calvario
- 2001: Madame Melville, puesta en escena: Richard Nelson
- 2001: L’étourdissante performance de Berthe Trepat, pianiste médaille d’or, puesta en escena: Jérôme Kircher
- 2000: Résonnances, puesta en escena: Irina Brook
- 1992: Les Chansons de Bilitis, Claude Debussy
- 1992: Perséfone, Ígor Stravinski. Concierto en el Lincoln Center de Nueva York. Jacob actuó como recitadora junto a la Orquesta de St-Luke, bajo la dirección de Robert Craft
- 1991: El misántropo de Molière, puesta en escena: Christian Rist
- L'etourdissante performance de Julio Cortázar, puesta en escena: Philippe Dushenay
- Fenêtre Sur La 80ème Rue, puesta en escena: Éric De Dadelsen
- Un rêve excellent, puesta en escena: Michelle Venard

## Premios y distinciones
Festival Internacional de Cine de Cannes
| Año  | Categoría    | Película                   | Resultado |
| ---- | ------------ | -------------------------- | --------- |
| 1991 | Mejor actriz | La double vie de Véronique | Ganador   |

Premios César
| Año  | Categoría    | Película                  | Resultado |
| ---- | ------------ | ------------------------- | --------- |
| 1991 | Mejor actriz | La doble vida de Verónica | Nominada  |
| 1994 | Mejor actriz | Trois Couleurs: Rouge     | Nominada  |

Premios BAFTA
| Año  | Categoría    | Película              | Resultado |
| ---- | ------------ | --------------------- | --------- |
| 1994 | Mejor actriz | Trois Couleurs: Rouge | Nominada  |